# Regenerativni izmjenjivač topline
Regenerativni izmjenjivač topline, ili regenerator, vrsta je izmjenjivača topline s cikličkim tokom koji periodički mijenja smjer. Sličan je protusmjernom izmjenjivaču topline. Međutim, u regeneratoru dolazi do miješanja dvaju tokova fluida, dok ih protusmjerni izmjenjivač topline drži razdvojenima. Regenerator ima gotovo konstantan temperaturni profil, a to uključuje i temperature fluida na ulazu i izlazu izmjenjivača.
U regenerativnom izmjenjivaču topline, na bilo kojoj strani izmjenjivača, fluid je gotovo uvijek isti. Fluid koji struji kroz izmjenjivač često postiže visoke temperature, te pritom može strujati kroz vanjski dio procesa i tada se uvijek vraća u suprotnom smjeru kroz izmjenjivač kako bi se upotrijebio u daljnjem procesu. Obično se u praksi taj proces koristi ciklički ili repetitivno, stoga se u regenerativnim izmjenjivačima topline fluid koji ulazi zagrijava toplinskom energijom koja se oslobađa iz fluida koji izlazi iz procesa.
Jedna od prednosti regenerativnih izmjenjivača topline je značajna ušteda energije, jer se većina toplinske energije može povratiti na, u termodinamičkom smislu, gotovo povrativi (reverzibilan) način. Ovaj tip izmjenjivača može imati  stupanj iskorištenja preko 90 % i ostvariti prijelaz gotovo cijele toplinske energije od jednog toka na drugi. Potrebno je dovesti vrlo malu količinu dodatne toplinske energije na vrući, ili odvesti s hladnog kraja, čak i za očuvanje vrlo visokih ili vrlo niskih temperatura.

## Povijest
Regenerator je izumio Robert Stirling 1816. godine, i obično je sastavna komponenta njegovog Stirlingovog motora. Najjednostavniji Stirlingov motor koristi manje učinkovit, ali konstrukcijski jednostavniji klip.

## Tipovi regeneratora
U rotacijskim regeneratorima se matrica kontinuirano rotira kroz dvije protusmjerne struje fluida. Na ovaj način, dvije struje su razdvojene, ali naravno, brtvljenje nije idealno. U svakom trenutku, samo jedna struja struji kroz svaki dio matrice; međutim, tijekom cijele rotacije, obje struje će sukcesivno proteći kroz svaki dio matrice. Svaki djelić matrice će proći kroz gotovo izotermnu promjenu stanja, jer je rotacija okomita na temperaturni gradijent i smjer strujanja. Dva fluida struje protustrujno, a temperatura fluida varira u području strujanja; međutim, lokalne temperature strujanja nisu funkcija vremena.
U regeneratorima s fiksnom matricom, jedan tok fluida ima ciklički, reverzibilni tok;  kaže se da je tok protusmjeran. Ovaj regenerator može biti dio sustava bez ventila, kao što je slučaj kod Stirlingova motora. U drugoj konfiguraciji, fluid se usmjerava kroz ventile na različite matrice u promjenjivim operativnim periodima Ph i Pc što za rezultat ima variranje izlaznih temperatura s vremenom.
Drukčiji tip regeneratora je mikro-razinski regenerativni izmjenjivač topline. Ima višeslojnu strukturu rešetaka u kojoj je svaki sloj pomaknut od susjednog sloja za pola ćelije koja ima otvor duž obje osi okomite na protočnu os. Svaki sloj je kompozitna struktura sastavljena od 2 podsloja, jedan je od materijala s velikom, a drugi je od materijala s malom toplinskom vodljivosti. Kada vrući fluid struji kroz ćeliju, toplina se prenosi s fluida na stjenke ćelije i tamo se pohranjuje. Kada fluid promijeni smjer, toplina se prenosi sa stjenke ćelije natrag na fluid.
Treći tip regeneratora je „Rothemule“ generator. Ovaj tip generatora ima fiksnu matricu u obliku diska, a struje fluida struje kroz rotirajuće nape. „Rothemule“ regenerator se koristi kao pregrijač zraka u nekim elektranama. Termodinamički dizajn ovog regeneratora je isti kao kod ostalih tipova regeneratora. 

### Biologija
Kad dišemo, mi koristimo naš nos i grlo kao regenerativni izmjenjivač topline. Hladniji zrak koji ulazi se grije, tako da u pluća stiže topli zrak. Kada izdišemo, taj zagrijani zrak prenosi većinu topline na stranu nazalnih prolaza, te su na taj način ti prolazi spremni ponovno zagrijati sljedeću struju zraka koju ćemo udahnuti.

### Kriogenika
Regenerativni izmjenjivači topline su izrađeni od materijala koji imaju veliki volumetrički toplinski kapacitet te malu toplinsku vodljivost u uzdužnom (protočnom) smjeru. Na kriogeničkoj (vrlo niskoj) temperaturi od 20 K, specifična toplina metala je vrlo mala, pa regenerator mora biti veći za zadanu količinu topline.

## Prednosti regeneratora
Prednost regeneratora nad rekuperativnim (protusmjernim) izmjenjivačem topline je mnogo veća površina za zadani volumen, koja omogućuje manji volumen izmjenjivača za zadanu energetsku gustoću, efektivnost i pad tlaka. U usporedbi s ekvivalentnim rekuperatorom, regenerator je ekonomičniji u smislu korištenja materijala i proizvodnje.
Dizajn ulaza i izlaza koji se koriste za distribuciju vrućih i hladnih fluida u matricu je mnogo jednostavniji u protusmjernim regeneratorima nego u rekuperatorima. Razlog tomu je sljedeći; Obje struje ulaze u različite sekcije rotacionog regeneratora, za razliku od regeneratora s fiksnom matricom gdje struje ulaze i izlaze jedna po jedna. Protočni sektori za vrući i hladni fluid u rotacionim regeneratorima mogu se dizajnirati za optimizaciju pada tlaka u fluidima. Matrične površine regeneratora također imaju i svojstvo da se same čiste, što smanjuje rizik od korozije. Svojstva kao što su mala površinska gustoća i protustrujni raspored regeneratora čine ga idealnim za izmjenu topline s plina na plin koja zahtijeva da stupanj iskorištenja prelazi 85 %. Koeficijent prijelaza topline je puno manji kod plinova nego kod kapljevina, stoga se za poboljšanje prijelaza topline koristi mnogo veća površina u regeneratoru.

## Nedostaci regeneratora
Glavni nedostatak regeneratora je taj da uvijek postoji miješanje dvaju struja fluida koje se ne mogu u potpunosti odvojiti jedna od druge. Uvijek postoji neizbježno miješanje malog dijela jednog toka fluida s drugim. U rotacijskim regeneratorima, dio fluida koji se miješa je zarobljen u radijalnoj brtvi i matrici, a kod regeneratora s fiksnom matricom, dio fluida koji se miješa ostaje u praznom dijelu volumena matrice. Taj mali djelić fluida se miješa s drugom strujom u sljedećem poluciklusu. Zato se regeneratori koriste samo onda kada je miješanje dvaju tokova fluida prihvatljivo. Miješani tok je uobičajen za prijenos topline i/ili energije s plina na plin, ali nije uobičajen za prijenose kod kapljevina ili fluida s mješovitim fazama, jer je kontaminacija fluida često spriječena s tokom kapljevine.